# Lise Kristiansen
Pour les articles homonymes, voir Kristiansen.
Lise Kristiansen Solem, née le 26 juin 1975, est une ancienne handballeuse internationale norvégienne évoluant au poste de gardienne de but.
Durant sa carrière, elle a notamment porté les couleurs du Larvik HK, du Nordstrand IF et du Byåsen Trondheim.
Avec l'équipe nationale de Norvège, elle atteint la finale du championnat du monde 1997.

## Palmarès

### Sélection nationale
championnats du monde  
- finaliste du championnat du monde 1997